# Granița Militară Slavonă

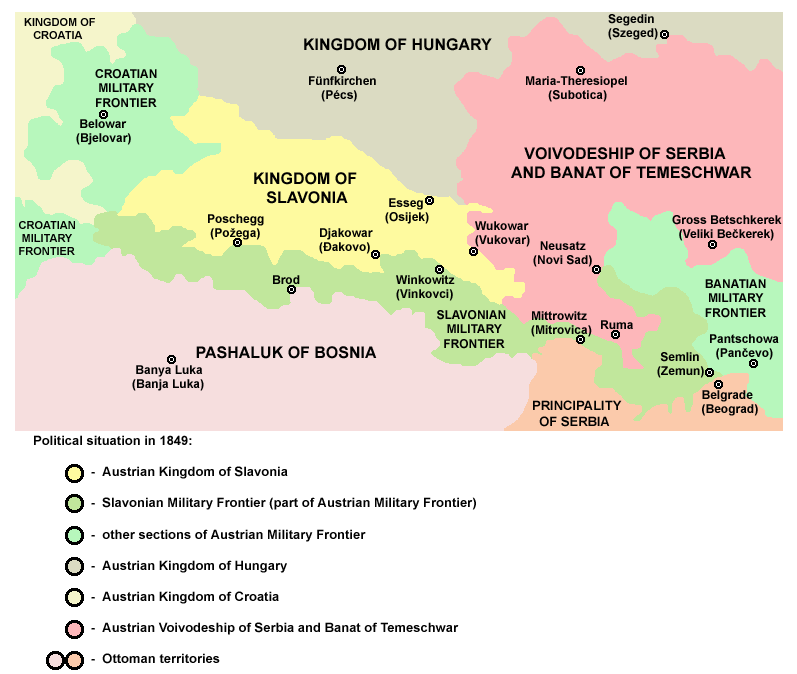
Granița Militară Slavonă în 1849

Granița Militară Slavonă (în croată Slavonska vojna krajina sau Slavonska vojna granica) a fost un district al Graniței Militare, un teritoriu militarizat al Monarhiei Habsburgice, înființat în 1745, înainte de apariția Imperiului Austriac, și desființat în 1881, în vremea Austro-Ungariei. Granița Militară Slavonă era formată din teritorii cucerite de Habsburgi de la Imperiul Otoman care includeau părțile sudice ale regiunilor Slavonia și Srem; astăzi, zona fostei Granițe Militare Slavone este cuprinsă în estul Croației, iar o mică parte se găsește în nordul Serbiei (in special în Voivodina).